# Grinchen

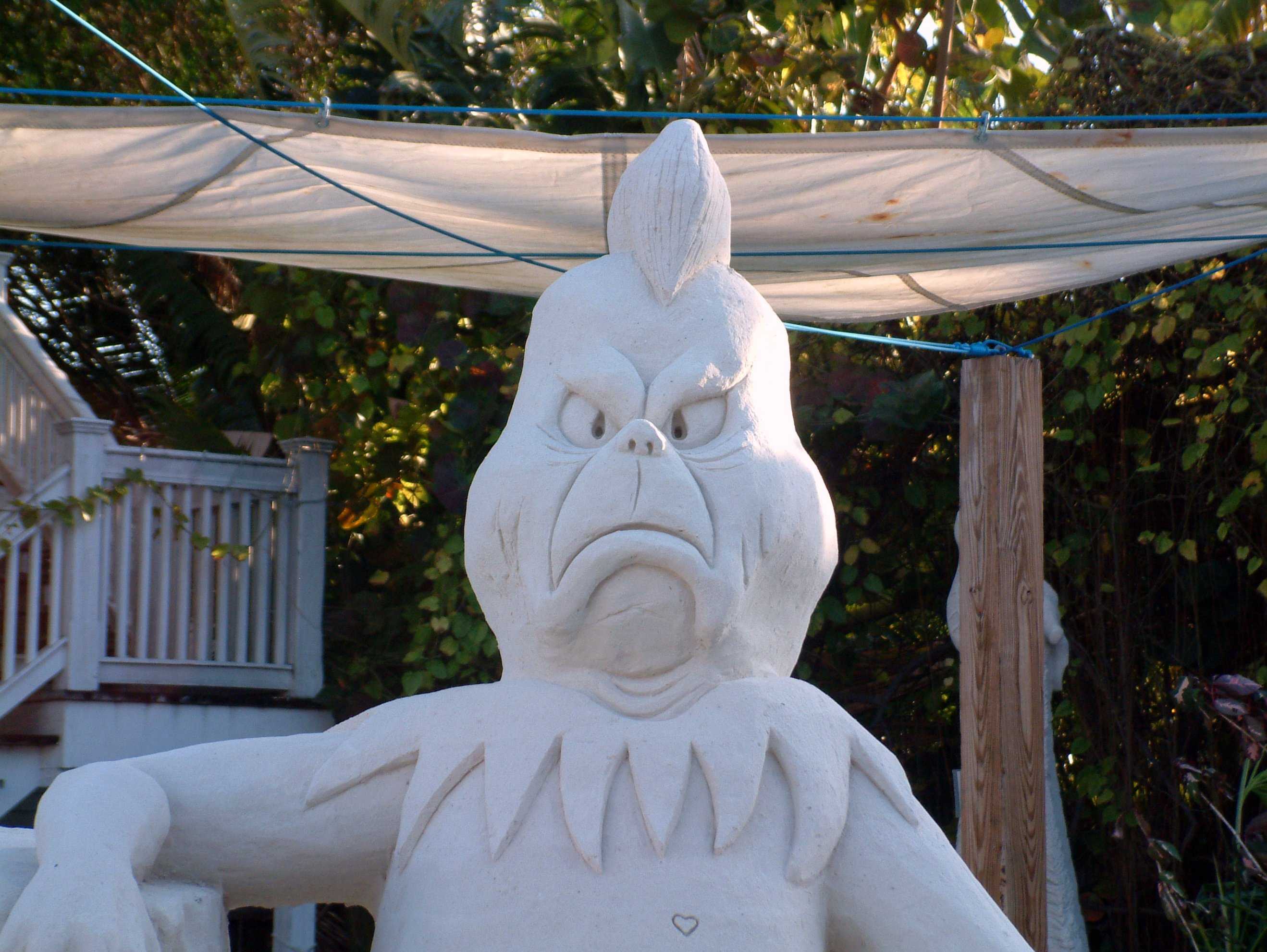
Sandskulptur av Grinchen.

Grinchen, ibland i obestämd form Grinch, är ett monster som Dr. Seuss skrivit om i sin bok How the Grinch Stole Christmas från 1957. Boken om Grinchen har filmatiseras i När Grunken knyckte julen utgiven år 1966, Grinchen – julen är stulen utgiven år 2000 där Jim Carrey spelade Grinchen, och Grinchen utgiven år 2018. Förutom bok och film har historien om Grinchen satts upp i en musikal.
Grinchen är grön och hårig och har en cynisk inställning till livet. Han är en enstöring och ogillar folk som umgås och har det trevligt. Allra mest avskyr han den största högtiden av dem alla i den närliggande byn Whoville (jämför 'Vemdalen'), nämligen julen. Boken berättar om hur Grinchen vill "stjäla" julen från byborna, det vill säga ta ifrån dem allt som är typiskt för julen för att därigenom hindra dem från att fira jul.
I USA har Grinchen kommit att bli en välkänd figur i allmänkulturen och folk som uppfattas vara mindre sinnade för julfirande än andra kallas ibland för "grinch".